# مرد ایده‌آل برای دوست‌دخترم
مرد ایده‌آل برای دوست‌دخترم (لهستانی: Idealny facet dla mojej dziewczyny) یک فیلم کمدی لهستانی است که در سال ۲۰۰۹ منتشر شد.

## گزیدهٔ بازیگران
- برونیسواف وروتسوافسکی
- مارچین دوروچینسکی
- ماگدالنا بوچارسکا
- ایزابلا کونا
- توماش کارولاک
- کشیشتف گلوبیش
- دانیل اولبریخسکی
- دانوتا استنکا
- ماریا سِـوِرین
- وویچیخ ژیلینسکی
- توماش کُت
- ماگدالنا روژچکا
- دومینیکا کلوژنیاک
- کینگا پرایس
- آنا گریتسویچ
- ماچئی کوزووفسکی
- ناتالیا ریبیتسکا
- بارتوئومیئی توپا
- آدا فی‌یاو